# Fréhel (Côtes-d'Armor)
Pour les articles homonymes, voir Fréhel.
Fréhel [fʁeɛl] est une commune française du département des Côtes-d'Armor, en région Bretagne.

## Géographie

### Localisation
La commune est située à 36 km au nord-ouest de Dinan.

### Communes limitrophes
Les communes limitrophes sont  Plurien, Pléboulle et Plévenon.
| Côte de Penthiève |        | Plévenon            |
|                   | Fréhel | Baie de la Fresnaye |
| Plurien           |        | Pléboulle           |

### Lieux-dits et écarts
La commune compte quatre localités :
- Fréhel, le Nouveau Bourg
- Pléhérel-Plage, le Vieux Bourg
- Sables-d'Or-les-Pins, une station balnéaire
- Port-à-la-Duc (partagée avec Pléboulle).

Elle comporte aussi de nombreux hameaux :
- Saint-Aide
- L'Épine Briend
- La Carquois
- Beau Soleil
- La Crôle
- Le Pironneau
- Le Pont Bourdais
- La Ville Oie
- La Roche Loisel
- Le Tertre
- La Ville Madeuc
- Le Beslin
- La Mare Hue
- Saint-Mirel
- Le Prégas
- La Ville Even
- Ouéval
- Les Allées
- La Ville Durand
- Le Rocher
- La Ville Roger
- Galmiche
- La Grande Bandelle
- La Pierre Blanche
- La Ville Béheuc
- La Brousse.

### Hydrographie
Pour un article plus général, voir Réseau hydrographique des Côtes-d'Armor.
La commune est située dans le bassin Loire-Bretagne. Elle est drainée par le Frémur,.
Le Frémur, d'une longueur de 19 km, prend sa source dans la commune de Quintenic et se jette  dans la Manche sur la commune et de Pléboulle.

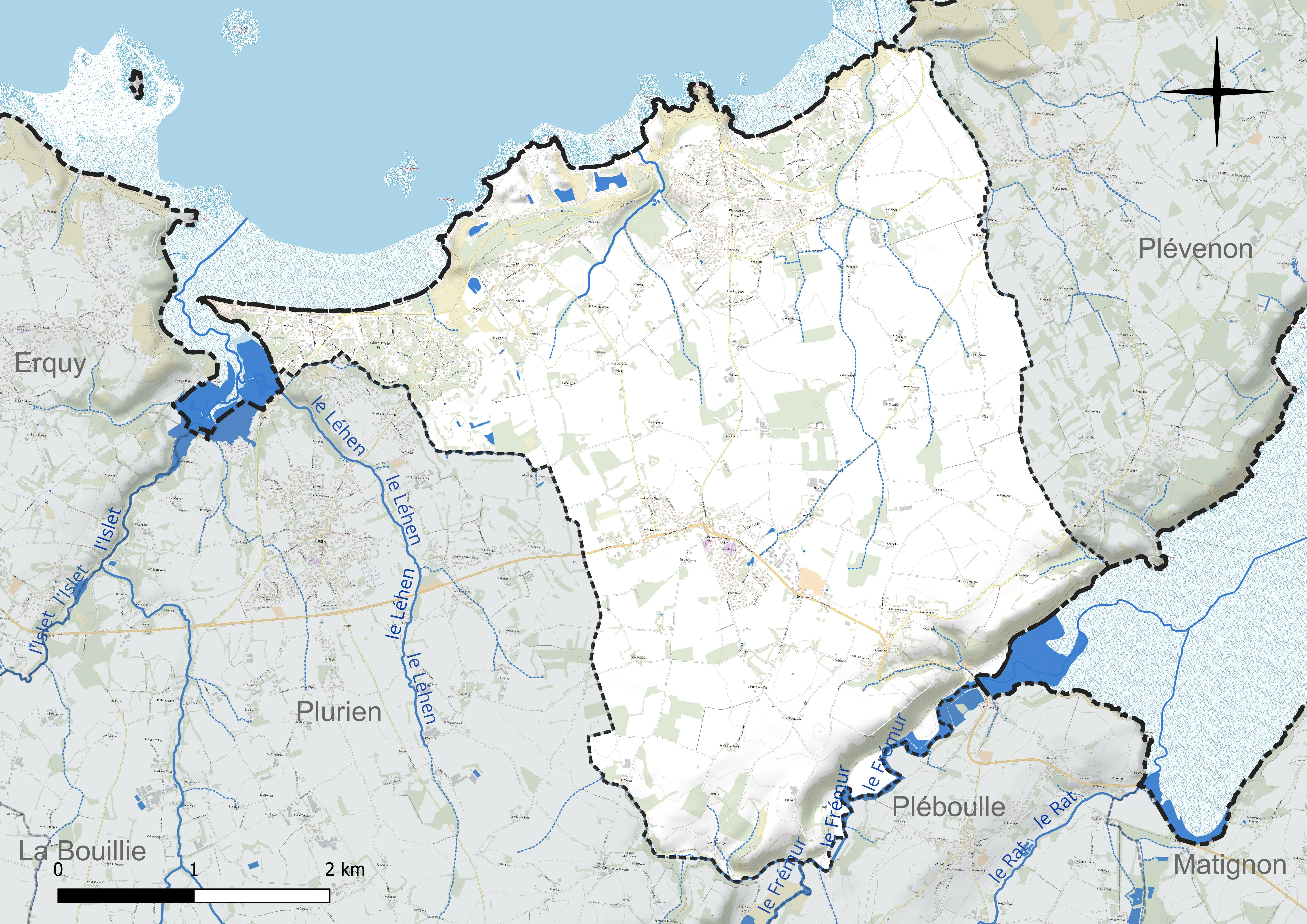
Réseau hydrographique de Fréhel.

### Climat
Pour des articles plus généraux, voir Climat de la Bretagne et Climat des Côtes-d'Armor.
En 2010, le climat de la commune est de type climat océanique franc, selon une étude du Centre national de la recherche scientifique s'appuyant sur une série de données couvrant la période 1971-2000. En 2020, Météo-France publie une typologie des climats de la France métropolitaine dans laquelle la commune est exposée à un climat océanique et est dans la région climatique Finistère nord, caractérisée par une pluviométrie élevée, des températures douces en hiver (6 °C), fraîches en été et des vents forts. Parallèlement l'observatoire de l'environnement en Bretagne publie en 2020 un zonage climatique de la région Bretagne, s'appuyant sur des données de Météo-France de 2009. La commune est, selon ce zonage, dans la zone « Littoral doux », exposée à un climat venté avec des étés cléments.
Pour la période 1971-2000, la température annuelle moyenne est de 11,2 °C, avec  une amplitude thermique annuelle de 11,4 °C. Le cumul annuel moyen de précipitations est de 717 mm, avec 12 jours de précipitations en janvier et 6,3 jours en juillet. Pour la période 1991-2020, la température moyenne annuelle observée sur la station météorologique la plus proche, située sur la commune de Quintenic à 13 km à vol d'oiseau, est de 11,6 °C et le cumul annuel moyen de précipitations est de 769,8 mm,. Pour l'avenir, les paramètres climatiques de la commune estimés pour 2050 selon différents scénarios d'émission de gaz à effet de serre sont consultables sur un site dédié publié par Météo-France en novembre 2022.

## Urbanisme

### Typologie
Au 1er janvier 2024, Fréhel est catégorisée commune rurale à habitat dispersé, selon la nouvelle grille communale de densité à 7 niveaux définie par l'Insee en 2022.
Elle est située hors unité urbaine et hors attraction des villes,.
La commune, bordée par la Manche, est également une commune littorale au sens de la loi du 3 janvier 1986, dite loi littoral. Des dispositions spécifiques d’urbanisme s’y appliquent dès lors afin de préserver les espaces naturels, les sites, les paysages et l’équilibre écologique du littoral, tel le principe d'inconstructibilité, en dehors des espaces urbanisés, sur la bande littorale des 100 mètres, ou plus si le plan local d’urbanisme le prévoit.

### Occupation des sols
L'occupation des sols de la commune, telle qu'elle ressort de la base de données européenne d’occupation biophysique des sols Corine Land Cover (CLC), est marquée par l'importance des territoires agricoles (71,7 % en 2018), en diminution par rapport à 1990 (75,6 %). La répartition détaillée en 2018 est la suivante : 
terres arables (49,2 %), zones agricoles hétérogènes (18,5 %), zones urbanisées (13,6 %), prairies (4 %), milieux à végétation arbustive et/ou herbacée (3,7 %), espaces verts artificialisés, non agricoles (3,4 %), forêts (3,3 %), mines, décharges et chantiers (1,9 %), espaces ouverts, sans ou avec peu de végétation (1,4 %), zones humides côtières (0,8 %). L'évolution de l’occupation des sols de la commune et de ses infrastructures peut être observée sur les différentes représentations cartographiques du territoire : la carte de Cassini (XVIIIe siècle), la carte d'état-major (1820-1866) et les cartes ou photos aériennes de l'IGN pour la période actuelle (1950 à aujourd'hui).

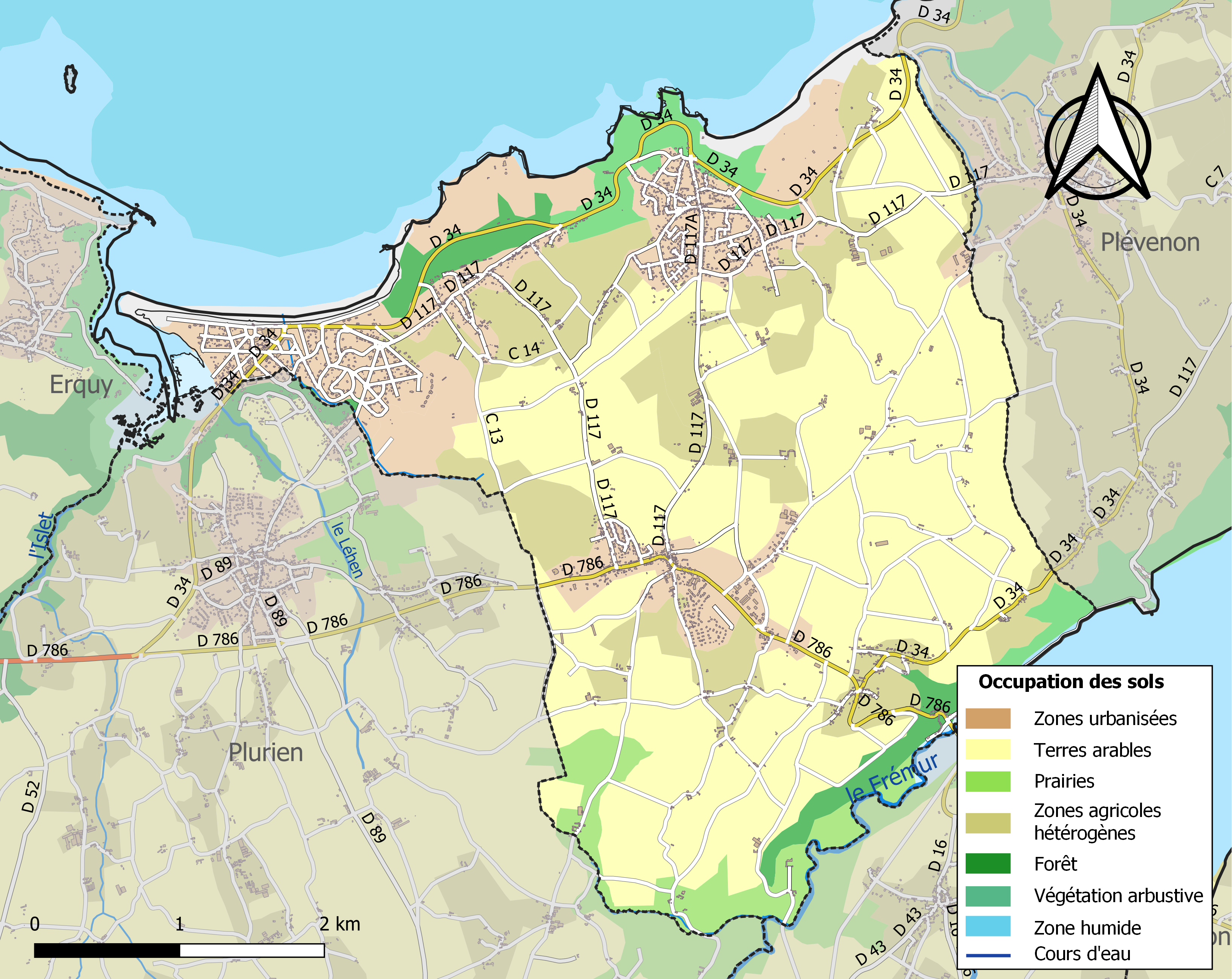
Carte des infrastructures et de l'occupation des sols de la commune en 2018 (CLC).

## Toponymie
Le nom de la localité est attesté sous les formes Plebs Pleherel vers 1092 ; Parrochia de Pleherel en 1159 ; Pleherel en 1160, 1214, 1447, et en 1569 ; Ploherel vers 1330 ; Préhérel en 1793 et 1801 ; Fréhel en 1972.
L'ancien nom de la commune est Pléhérel, (Ple hirel) « la paroisse de Hirel », anthroponyme dont on trouve trace dans le nom du hameau Pléhérel Plage ou Vieux Bourg.
La commune a été associée de 1972 à fin 2004 à celle de Plévenon sous le nom de Fréhel. À la fin de cette association, Pléhérel a gardé le nom de Fréhel même si le cap Fréhel se situe sur le territoire de Plévenon.
Le nom de la localité en gallo a été rapporté sous la forme Plérè.

## Histoire

### Antiquité
À Sables d'Or, à proximité des vestiges d'une villa gallo-romaine, une sépulture collective de quatre individus a été découverte et datée du Bas-Empire.

### Moyen Âge
À proximité du Vieux-Bourg en Pléherel, une sépulture collective médiévale, comprenant 3 stèles demi circulaires à croix potencées ou pâtées, a été découverte en 1929. Le style des stèles les rapprocheraient d'autres stèles funéraires découvertes dans des sépultures mérovingiennes du Vexin.
Une abbaye a existé sur le tertre où a été construit en 1870 le Nouveau Bourg. Sous le nom d'abbaye de Glayo, elle est citée en 1159 comme dépendant de l'abbaye Saint-Aubin des Bois par cession de l'abbaye de Saint-Jacut. Signe de l'importance des moines dans la remise en valeur des terres, « en 1260, la mesure de la grange des moines de Pléhérel est admise dans toute la contrée comme mesure publique ».

### XXesiècle

#### Guerres duXXesiècle
Le Monument aux morts de Fréhel porte les noms de 110 soldats morts pour la France :
- 92 sont morts durant la Première Guerre mondiale ;
- 17 sont morts durant la Seconde Guerre mondiale ;
- un est mort durant la guerre d'Algérie.

## Politique et administration

### Liste des maires
| Période                                  | Période                   | Identité                                | Étiquette    | Qualité |
| ---------------------------------------- | ------------------------- | --------------------------------------- | ------------ | --- |
| Les données manquantes sont à compléter. |                           |                                         |              | |
| 1894                                     | novembre 1906             | François Padel                          | Rép.rad.     | Capitaine au long cours Conseiller général de Matignon (1898 → 1906) Décédé en fonction |
| décembre 1906                            | après 1923                | François Durand                         | Rad.         | Négociant en vins et spiritueux Conseiller général de Matignon (1913 → 1925) |
| août 1931                                | juin 1942                 | Charles Gautier                         |              | Agriculteur |
| juin 1942                                | août 1944                 | Marcel Bertaux                          |              | |
| août 1944                                | mai 1945                  | Charles Gautier                         |              | Agriculteur |
| mai 1945                                 | mars 1983                 | Joseph Hourdin (1911-1984)              | SFIO puis PS | Dessinateur industriel Conseiller général de Matignon (1945 → 1949 et 1955 → 1973) |
| mars 1983                                | 1984                      | Jean-Charles Danier                     | PS           | Directeur commercial dans l'édition Maire délégué (2001 → 2004) puis maire de Plévenon (2004 → 2008) Démissionnaire |
| 1984                                     | juin 1995                 | Gilles Larondelle                       | PS           | Médecin |
| juin 1995                                | novembre 2004             | Fred Rouxel                             | DVD          | Agriculteur |
| novembre 2004                            | décembre 2009             | Annie Hourdin (fille de Joseph Hourdin) | UDF (app.)   | Retraitée de la fonction publique territoriale Élue à la suite d'une élection municipale partielle |
| février 2010                             | En cours (au 27 mai 2020) | Michèle Moisan                          | DVD          | Directrice générale de mairie retraitée Première adjointe au maire (1995 → 2004) 9e vice-présidente de Dinan Agglomération (2018 → 2020) Présidente de la CC du Pays de Matignon (1997 → 2001) Élue à la suite d'une élection municipale partielle Réélue pour le mandat 2020-2026 |

### Jumelages
- Chambly (Canada) depuis 1990[29] ;
- Mafra (Portugal) depuis 1993[29] ;
- Buncrana (Irlande) depuis 2007[29].

## Population et société

### Démographie
L'évolution du nombre d'habitants est connue à travers les recensements de la population effectués dans la commune depuis 1793. Pour les communes de moins de 10 000 habitants, une enquête de recensement portant sur toute la population est réalisée tous les cinq ans, les populations de référence des années intermédiaires étant quant à elles estimées par interpolation ou extrapolation. Pour la commune, le premier recensement exhaustif entrant dans le cadre du nouveau dispositif a été réalisé en 2004.

En 2022, la commune comptait 1 611 habitants, en évolution de +3,94 % par rapport à 2016 (Côtes-d'Armor : +1,78 %, France hors Mayotte : +2,11 %).
| 1793 | 1800 | 1806 | 1821 | 1831  | 1836  | 1841  | 1846  | 1851  |
| ---- | ---- | ---- | ---- | ----- | ----- | ----- | ----- | ----- |
| 857  | 890  | 932  | 918  | 1 034 | 1 061 | 1 027 | 1 071 | 1 075 |

| 1856  | 1861  | 1866  | 1872  | 1876  | 1881  | 1886  | 1891  | 1896  |
| ----- | ----- | ----- | ----- | ----- | ----- | ----- | ----- | ----- |
| 1 054 | 1 389 | 1 114 | 1 051 | 1 082 | 1 083 | 1 075 | 1 229 | 1 474 |

| 1901  | 1906  | 1911  | 1921  | 1926  | 1931  | 1936  | 1946  | 1954  |
| ----- | ----- | ----- | ----- | ----- | ----- | ----- | ----- | ----- |
| 1 582 | 1 503 | 1 607 | 1 512 | 1 624 | 1 547 | 1 624 | 1 504 | 1 513 |

| 1962  | 1968  | 1975  | 1982  | 1990  | 1999  | 2004  | 2006  | 2009  |
| ----- | ----- | ----- | ----- | ----- | ----- | ----- | ----- | ----- |
| 1 503 | 1 510 | 2 116 | 2 134 | 1 995 | 2 047 | 2 166 | 1 586 | 1 532 |

| 2014  | 2019  | 2022  | - | - | - | - | - | - |
| ----- | ----- | ----- | - | - | - | - | - | - |
| 1 547 | 1 602 | 1 611 | - | - | - | - | - | - |

### Divers
En 2010, Fréhel a été récompensée par le label « Ville Internet @@ ».

## Économie
Rurale et balnéaire, Fréhel dispose d'une activité importante, celle des carrières de l'ouest de grès rose très dur qui ont marqué l'histoire locale et plus particulièrement celle du hameau de la Carquois, ancienne cité de carriers.

## Culture locale et patrimoine

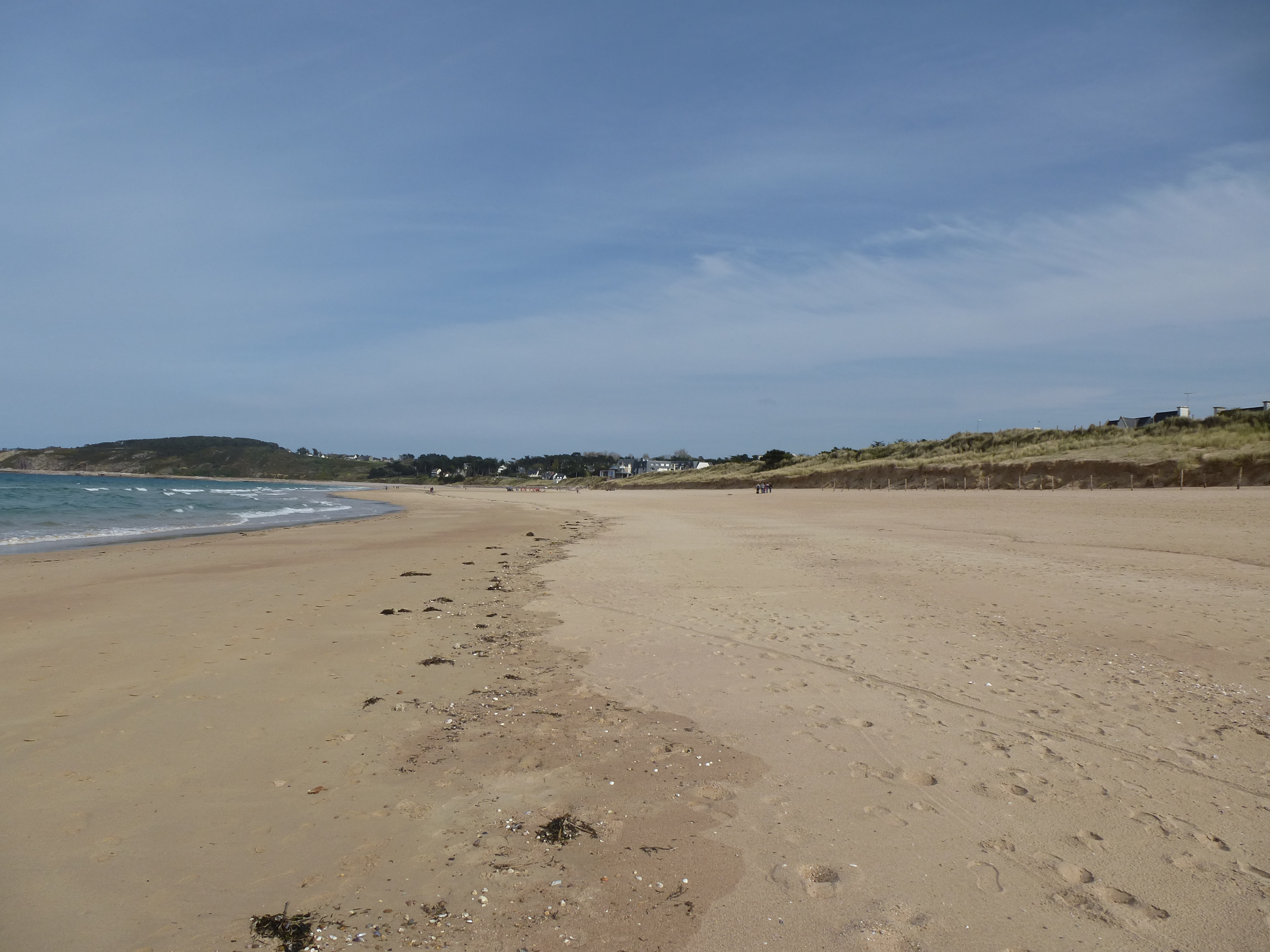
Sables-d'Or-les-Pins.

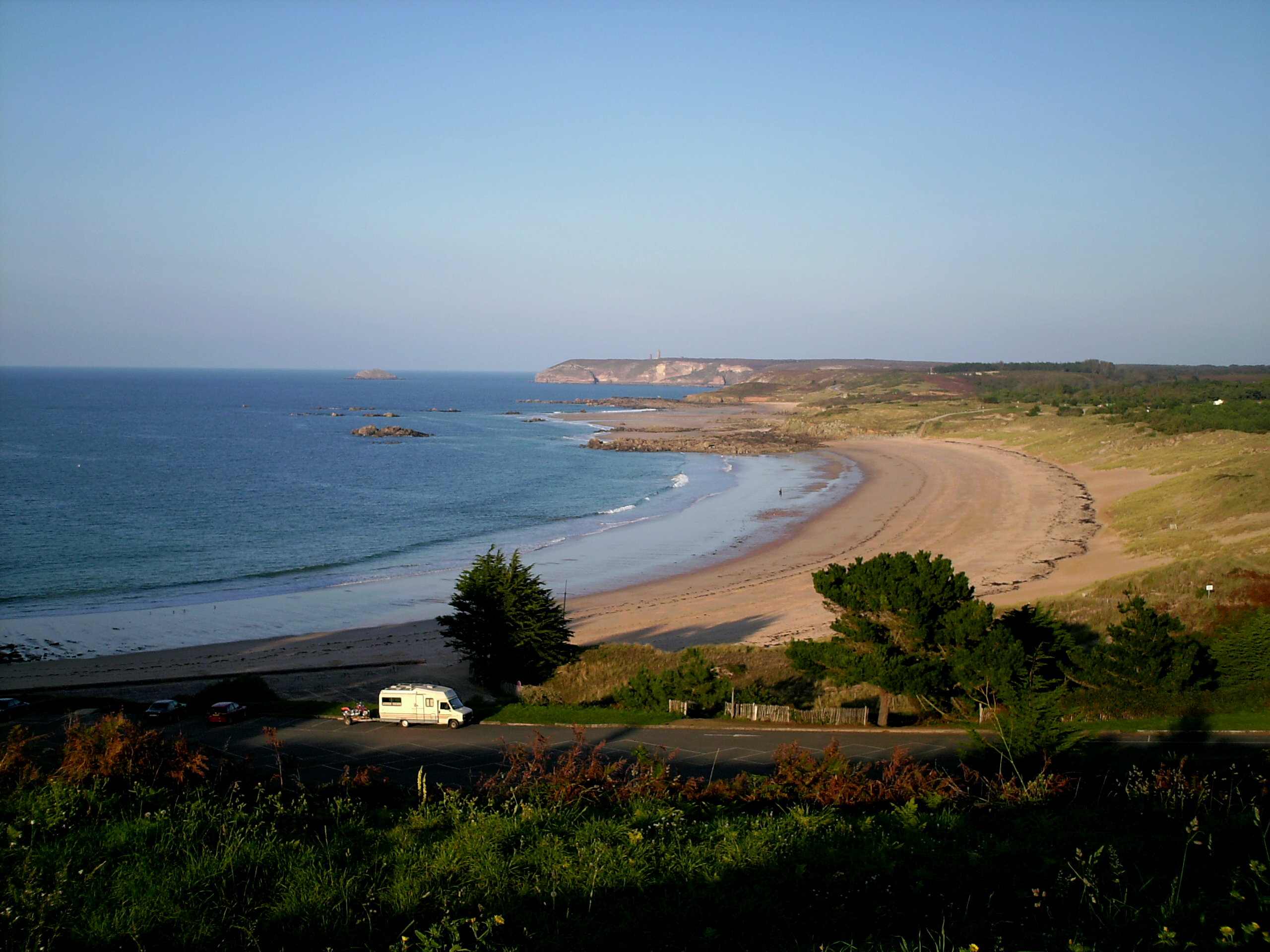
Pléhérel Plage, Anse du Croc.

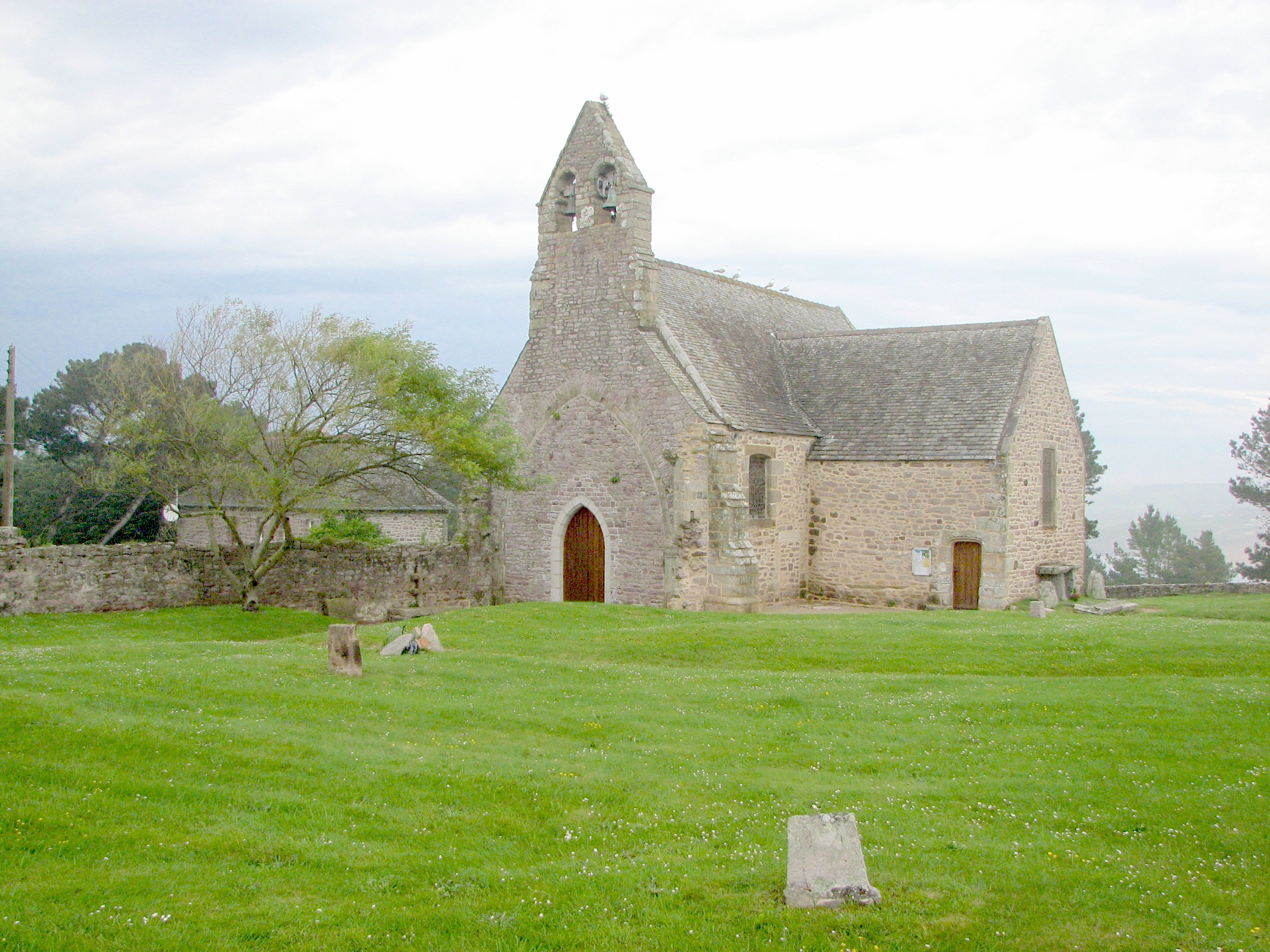
La chapelle de Vieux Bourg.

### Lieux et monuments
- Station balnéaire de Sables-d'Or-les-Pins : créée dans les années 1920 sur les dunes le long de la grande grève de Minieu entre Pléhérel Plage et Plurien ;
- Plage de Vieux Bourg ou Pléhérel Plage ;
- Chapelle de Vieux Bourg, près de la mer, chœur d'une ancienne église paroissiale qui fut l’église du village jusqu’à la démolition de sa nef à la fin du XIXe siècle[34], restaurée entre 2003 et 2005[35] ;
- Chapelle Saint-Sébastien, XVIe siècle de style gothique,  Inscrite MH (1928, inscription par arrêté du 25 février 1928)[36]. Située au sud de la commune au fond d'un vallon. Lieu de pèlerinage à partir du XVIe siècle, elle arbore des statues en bois polychrome de saint Sébastien, saint Antoine et saint Roch notables ;
- Manoir de la Ville-Roger,  Inscrit MH (2007, Le manoir, à savoir le corps de logis principal, en totalité, à l'exclusion des ailes latérales et galeries de raccord)[37] ;
- Villa Collignon,  Inscrit MH (1995) ;
- Viaduc de Port-Nieux, ancien viaduc ferroviaire ;
- Église Saint-Hilaire, XIXe siècle ;
- Ancienne abbaye de Glayo.

### Personnalités liées à la commune
- Amaury de Chateaubriand, né en 1652 à Pléhérel, arrière-grand-père de François-René de Chateaubriand[38].
- Marguerite Boulc'h, dite Fréhel (1891-1951), actrice et chanteuse (ainsi surnommée désormais en référence au cap breton).

### Héraldique
| Blason | Blasonnement : Parti : au 1er de sinople aux cinq cotices de tenné en barre, au chef de sable chargé de quatre burelles d'argent et d'un canton du même surchargé de onze mouchetures d'hermine aussi de sable ordonnées 4, 3 et 4, au 2e coupé au I tiercé en fasce, chaque fasce d'argent coupée d'azur en forme de trois vaguelettes en volute déferlant vers dextre, et au II tiercé en fasce d'azur, d'or et de sinople à l'arbre arraché au naturel brochant sur le tout accosté, en chef à senestre, d'un oiseau volant d'argent. |